# Bell XFL Airabonita
Bell XFL Airabonita bylo prototyp palubního stíhacího letounu vyvinutého firmou Bell pro námořnictvo Spojených států amerických. Konstrukčně vycházel z pozemního stíhacího letounu Bell P-39 Airacobra. Lišil se především použitím záďového podvozku. Vyroben byl jediný kus. Letoun nebyl sériově vyráběn, neboť námořnictvo upřednostnilo výkonnější Vought F4U Corsair.

## Historie

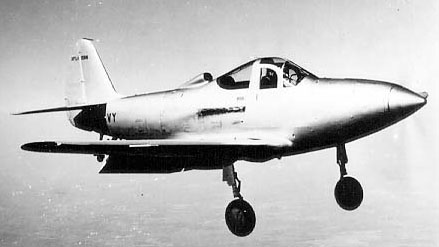
Bell XFL-1 Airabonita za letu

V roce 1938 se společnost Bell zapojila do soutěže amerického námořnictva na nový palubní stíhací letoun. Jejími konkurenty byly Grumman XF5F Skyrocket a Vought F4U Corsair. Bell se přihlásil s typem odvozeným od své pozemní stíhačky Bell P-39 Airacobra. Základní koncepce obou letounů byla totožná. Hlavní vizuální odlišností bylo použití záďového podvozku, na rozdíl od příďového podvozku u typu P-39. Instalován byl přistávací hák. Zesílena byla i kostra letounu, který musel být odolnější pro náročný palubní provoz. Prototyp XFL-1 poprvé vzlétl 13. května 1940. Zkoušky ukázaly problémy s podvozkem a motorem. V roce 1941 byl prototyp námořnictvem vrácen výrobci k úpravám. Airacobra nakonec nebyla vybrána pro sériovou výrobu, neboť americké námořnictvo dalo přednost výrazně výkonnějšímu a perspektivnějšímu letounu Vought F4U Corsair. Prototyp ještě nějaký čas sloužil ke zkouškám a nakonec byl sešrotován.

## Popis

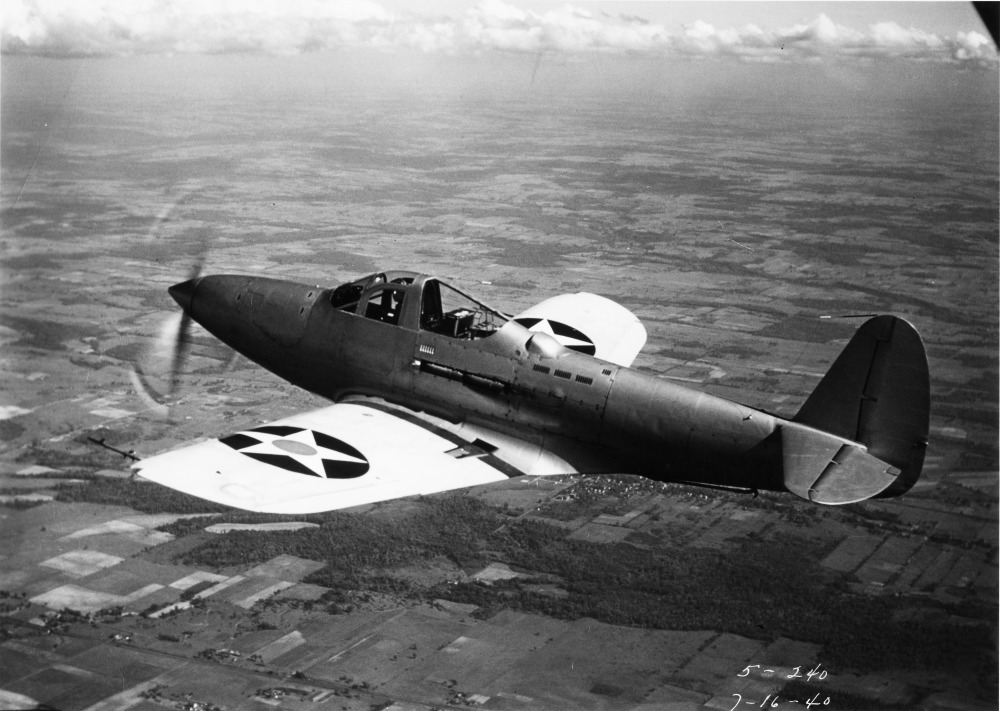
Bell XFL-1 Airabonita za letu

Letoun poháněl vidlicový kapalinou chlazený dvanáctiválec Allison XV-1710-6. Stejně jako u typu P-39 Airacobra byl uložen v těžišti letounu, uprostřed jeho trupu, za kabinou pilota a spojovacím hřídelem poháněl třílistou vrtuli. Letoun měl záďový podvozek s ostruhovým kolečkem. Závěsy noh hlavního podvozku byly namontovány na předním nosníku křídla. Výzbroj do prototypu nebyla namontována. Plánovanou výzbroj tvořil jeden kanón M4 ráže 37 mm, nebo kulomet M2 Browning ráže 12,7 mm, který by střílel dutým vrtulovým hřídelem a dále dva synchronizované 7,62mm kulomety v přídi.

## Specifikace

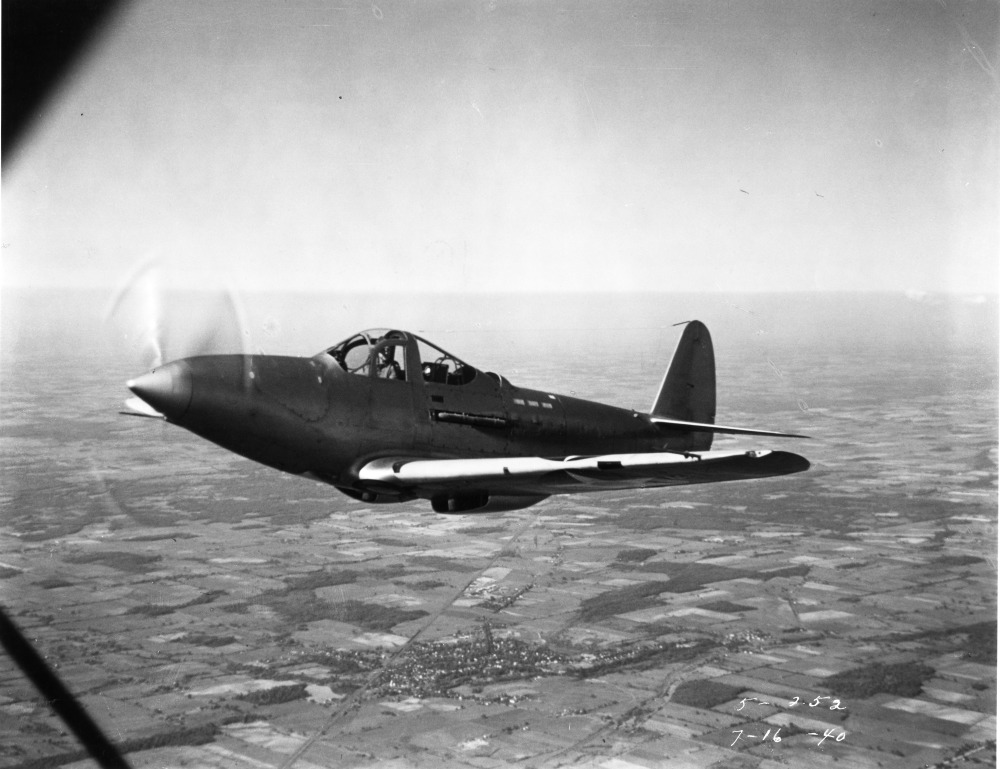
Bell XFL-1 Airabonita za letu

### Technické údaje
- Osádka: 1 osoba (pilot)
- Rozpětí: 10,67 m
- Délka: 9,07 m
- Výška: 3,89 m
- Nosná plocha: 21,55 m²
- Hmotnost prázdného letounu: 2341 kg
- Vzletová hmotnost: 3017 kg
- Max. vzletová hmotnost: 3271 kg
- Pohonná jednotka: 1× kapalinou chlazený vidlicový dvanáctiválec Allison XV-1710-6
- Výkon motoru: 1150 hp (857,5 kW)

### Výkony
- Maximální rychlost: 541 km/h ve výšce 3048 m
- Dostup (operační): 9421 m
- Dolet: 1725 km
- Stoupavost: 13,4 m/s
- Plošné zatížení: 140 kg/m²

### Výzbroj
- 1× 12,7mm nesynchronizovaný kulomet M2 Browning, nebo 37mm nesynchronizovaný letecký kanón M4 v ose vrtule
- 2× 7,62mm synchronizovaný kulomet v trupu